# 紅鱷龍屬
紅鱷龍屬（學名：Erythrochampsa）是種已滅絕鱷形超目，是原鱷亞目的一屬，化石被發現於南非的卡魯盆地，屬於斯托姆貝格群（Stormberg Group），是卡魯超群的最年輕地層。
在1904年，化石被建立為諾托鱷龍屬的一種，長足諾托鱷龍（Notochampsa longipes），當時還混雜其他物種的化石。但這些化石跟諾托鱷龍有差異，例如外鼻孔分隔，按照當時的觀點，這些化石應該屬於偽鱷亞目，而不是鱷目。在1924年，這些化石被建立為新屬，長足紅鱷龍（E. longipes），但仍較類似現代鱷魚。紅鱷龍被歸類於諾托鱷龍科（Notochampsidae），是諾托鱷龍的近親；而諾托鱷龍科的演化位置，界於槽齒目、現代鱷魚之間。根據現在的觀點，諾托鱷龍科的範圍相當於原鱷科。
目前沒有發現紅鱷龍的頭顱骨化石，無法做出更準確的分類。顱後身體骨骼相當零碎，恥骨沒有構成髖臼的邊緣，研究人員根據這個特徵，得知紅鱷龍是現代鱷魚的早期遠親。此外，根據骨盆、後肢、腳掌的特徵，顯示紅鱷龍的外形類似早期鱷形超目，例如原鱷，因此紅鱷龍是原鱷亞目的一屬。